# Faribault County
Das Faribault County ist ein County im US-amerikanischen Bundesstaat Minnesota. Im Jahr 2020 hatte das County 13.921 Einwohner und eine Bevölkerungsdichte von 7,5 Einwohnern pro Quadratkilometer. Der Verwaltungssitz (County Seat) ist Blue Earth, das nach dem Blue Earth River benannt wurde.

## Geografie
Das County liegt im äußersten Süden von Minnesota und grenzt an Iowa. Es hat eine Fläche von 1869 Quadratkilometern, wovon 21 Quadratkilometer Wasserfläche sind. Der größte Fluss im County ist der Blue Earth River, ein südlicher Nebenfluss des in den Mississippi mündenden Minnesota River. An das Faribault County grenzen folgende Nachbarcountys:
|                       | Blue Earth County | Waseca County           |
| Martin County         |                   | Freeborn County         |
| Kossuth County (Iowa) |                   | Winnebago County (Iowa) |

## Geschichte

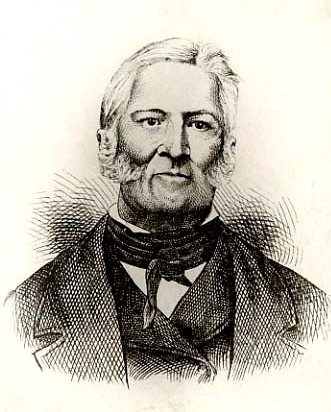
J. B. Faribault

Das Faribault County wurde am 20. Februar 1855 aus Teilen des Blue Earth County gebildet. Benannt wurde es nach Jean-Baptiste Faribault (1775–1860), einem aus Kanada stammenden Händler, der sich als einer der ersten weißen Siedler in der Gegend niederließ.
13 Bauwerke und Stätten des Countys sind im National Register of Historic Places eingetragen (Stand 28. Januar 2018).

## Demografische Daten
Nach der Volkszählung im Jahr 2010 lebten im Faribault County 14.553 Menschen in 6274 Haushalten. Die Bevölkerungsdichte betrug 7,9 Einwohner pro Quadratkilometer. In den 6274 Haushalten lebten statistisch je 2,27 Personen.
Ethnisch betrachtet setzte sich die Bevölkerung zusammen aus 97,9 Prozent Weißen, 0,4 Prozent Afroamerikanern, 0,5 Prozent amerikanischen Ureinwohnern, 0,4 Prozent Asiaten sowie aus anderen ethnischen Gruppen; 0,8 Prozent stammten von zwei oder mehr Ethnien ab. Unabhängig von der ethnischen Zugehörigkeit waren 5,6 Prozent der Bevölkerung spanischer oder lateinamerikanischer Abstammung.
22,0 Prozent der Bevölkerung waren unter 18 Jahre alt, 56,3 Prozent waren zwischen 18 und 64 und 21,7 Prozent waren 65 Jahre oder älter. 50,3 Prozent der Bevölkerung war weiblich.

Das jährliche Durchschnittseinkommen eines Haushalts lag bei 43.214 USD. Das Pro-Kopf-Einkommen betrug 23.185 USD. 11,8 Prozent der Einwohner lebten unterhalb der Armutsgrenze.

## Ortschaften im Faribault County
Citys
| - Blue Earth - Bricelyn - Delavan - Easton | - Elmore - Frost - Kiester - Minnesota Lake1 | - Walters - Wells - Winnebago |

Unincorporated Community
- Huntley

1 – teilweise im Blue Earth County

## Gliederung
Das Faribault County ist in neben den elf Citys in 20 Townships eingeteilt:
| Township                 | Einw. (2010) | FIPS     |
| ------------------------ | ------------ | -------- |
| Barber Township          | 248          | 27-03520 |
| Blue Earth City Township | 387          | 27-06706 |
| Brush Creek Township     | 225          | 27-08380 |
| Clark Township           | 254          | 27-11638 |
| Delavan Township         | 228          | 27-15490 |
| Dunbar Township          | 283          | 27-17108 |
| Elmore Township          | 181          | 27-19016 |

| Township                | Einw. (2010) | FIPS     |
| ----------------------- | ------------ | -------- |
| Emerald Township        | 222          | 27-19268 |
| Foster Township         | 239          | 27-22076 |
| Jo Daviess Township     | 245          | 27-31976 |
| Kiester Township        | 260          | 27-33074 |
| Lura Township           | 163          | 27-38528 |
| Minnesota Lake Township | 190          | 27-43216 |
| Pilot Grove Township    | 156          | 27-50974 |

| Township                | Einw. (2010) | FIPS     |
| ----------------------- | ------------ | -------- |
| Prescott Township       | 163          | 27-52432 |
| Rome Township           | 143          | 27-55348 |
| Seely Township          | 193          | 27-59206 |
| Verona Township         | 364          | 27-66946 |
| Walnut Lake Township    | 214          | 27-67864 |
| Winnebago City Township | 201          | 27-70978 |